# フリップ フロップ
「フリップ フロップ」は、豊崎愛生の楽曲で、8枚目のシングル。2013年5月22日にMusicRay'nから発売された。

## 概要
前作「オリオンとスパンコール」から5ヶ月ぶりのリリースとなるシングル。
本曲は、テレビ東京『絆体感TV 機動戦士ガンダム 第07板倉小隊』第4期のエンディングテーマに起用された。VOCALOIDを楽曲制作に使用しているsasakure.UKとコラボしているということもあり、全体的にエレクトロ的なものに仕上がっている。歌詞はオンラインゲームの世界観に「板倉小隊」について思うところを混ぜ合わせた、温かさのあるファンタジー風の曲に仕上がっている。そのため豊崎は、サビのキラキラ感を、メリーゴーランドや観覧車が登場する移動遊園地をテーマとした内容にするようスタッフに注文したという。また、PVも豊崎の家の周囲に謎の生命体がいるユーモラスな作風に仕上がっている。
シングルは初回限定盤（SMCL-294/5）と通常盤（SMCL-296）の2種リリースで、初回限定盤には本曲のPVを収録したDVDが同梱されている。
カップリング曲「さすらいの迷える仔猫」は、ドライブに因んだフレーズが登場する曲である。

## 収録曲
| #         | タイトル                              | 作詞・作曲  | 編曲        | 時間  |
| --------- | ------------------------------------- | ----------- | ----------- | ----- |
| 1.        | 「フリップ フロップ」                 | sasakure.UK | sasakure.UK | 4:21  |
| 2.        | 「さすらいの迷える仔猫」              | whoo        | whoo        | 3:26  |
| 3.        | 「フリップ フロップ（Instrumental）」 |             |             |       |
| 合計時間: | 合計時間:                             | 合計時間:   | 合計時間:   | 12:06 |

| #  | タイトル                                   | 作詞 | 作曲・編曲 |
| -- | ------------------------------------------ | ---- | ---------- |
| 1. | 「フリップ フロップ」(Music Clip)          |      |            |
| 2. | 「フリップ フロップ」(TV Spot 15sec+30sec) |      |            |